# 湾头站
湾头站是浙江省宁波市建设中的一座地下城市轨道交通车站，属于宁波轨道交通7号线。车站计划于2026年底启用。

## 车站形制
湾头站位于江北区甬江街道大闸路、环城北路口北侧，沿大闸路南北向布置。车站为地下三层岛式车站，长270米，宽20.3米，总建筑面积为21646平方米。

## 出口
湾头站规划设置2个出口。